# Afonso Gonçalves Baldaia
Afonso Gonçalves de Antona Baldaia (Porto, c. 1415 - Praia, 1481) foi um navegador português e explorador do século XV, um  dos  primeiros colonos da ilha Terceira, para onde partiu com o capitão-do-donatário da dita  ilha, Jácome de Bruges, ou, segundo outros escritores  com o capitão-do-donatário da Praia, Álvaro Martins Homem, de quem foi lugar tenente.

## Biografia
Chefe dos copeiros do Infante D. Henrique. Em 1434, planeou, com o auxílio de Gil Eanes, descobrir a costa ocidental de África num barinel. Em 1435 comandou um de dois navios que cruzaram o Trópico de Câncer, proeza pela primeira vez registada entre europeus desde os Fenícios em 813 a.C.
Usou por armas: de prata, com uma flor de lis de azul, acompanhada de quatro rosas naturais de vermelho, com pés e folhas de verde acantonadas; timbre: uma rosa do escudo, carregada de uma flor de lis no centro.
Esta família é oriunda da cidade do Porto, da geração dos Baldaias a que pertenciam: Fernão Baldaia, que militou no Oriente no século XVI, perdendo ali a vida durante um combate com os castelhanos.
Fernão Álvares Baldaia, que el-rei Afonso V de Portugal mandou em 1476 como embaixador à Corte de França; e Luís Fernandes Baldaia, que foi armado cavaleiro na Batalha de Arzila a 24 de Agosto de 1471.
Dois ramos desta família passaram à ilha Terceira, Açores, logo depois da sua descoberta; o primeiro, na pessoa de Afonso Gonçalves de Antona Baldaia, e o segundo, na pessoa de Maria Baldaia.
Na dita ilha recebeu em doação muitas e importantes propriedades, e designadamente as existentes entre o corte da Cruz do Marco e a Ribeira de santo Antão, e Pelo Belo Jardim até ao Alto da Serra.
Fixou a sua residência, primeiramente, em Angra do Heroísmo, numa casa que mandou construir e que depois cedeu generosamente aos Frades Franciscanos para edificação do seu convento; e mais tarde fez seu assento na vila da Praia, onde também fez cedência de propriedades suas aos Frades franciscanos, para edificação de um outro convento, tal era a sua devoção por estes religiosos, que lhe mereceu o cognome de “Velho de S. Francisco”.
Faleceu em 1481, na dita vila, sendo o seu cadáver trasladado para Angra do Heroísmo, onde, segundo sua expressa determinação, foi dado à sepultura, em campa rasa, na casa do capítulo dos religiosos a quem tanto beneficiou.
Há historiadores que supôem que este Afonso Baldaia é o mesmo Afonso Gonçalves Baldaia que, por Carta Régia de D. João I de Portugal de 7 de Março de 1432, passada em Santarém, foi nomeado almoxarife na cidade do Porto; o mesmo que em 1434 empreendeu uma viagem marítima com Gil Eanes, passando 30 léguas além do Cabo Bojador, e descobrindo uma angra ou baía a que foi posto  o  nome  de Angra de Ruivos; o mesmo ainda que, mais tarde, empreendeu uma outra expedição em que alargou a área das suas explorações, regressando ao reino em 1436; o mesmo, finalmente, que teve em 1439 a confirmação do dito lugar de almoxarife, cargo que exerceu, pelo menos, até 13 de Outubro de 1442, em que foi presente a uma sessão da câmara do Porto.
Até provas em contrário, não repugna acreditar que os dois Baldaias, referidos, são uma  e a mesma pessoa, por muitas razões, e principalmente por ter sido descoberta a ilha Terceira por ordem do infante D. Henrique, de cuja casa o navegador Baldaia era fidalgo e copeiro, e coincidir essa descoberta com a data, pouco mais ou menos, em que este deixou de ser almoxarife, pois em 1451 já este cargo era desempenhado por Gabriel Gonçalves, havendo assim todas as probabilidades de que passasse à dita ilha, a adquirir terras do donatário.
Seja, porém, como for, o que é certo é que Afonso Gonçalves de Antona Baldaia, primeiramente referido, foi um dos primeiros colonos da ilha Terceira, para onde foi já viúvo de Antónia Gonçalves, que alguns genealogistas dizem ter sido dama do Paço e onde celebrou segundas núpcias com Inês Rodrigues Fagundes.
Do primeiro matrimónio com Antónia Gonçalves teve:
1. Pedro Afonso Baldaia, que casou com Maria Afonso;
2. Antónia Gonçalves de Antona, que casou com João Gonçalves Picardo;
3. Isabel Gonçalves de Antona, que casou com Pedro Álvares de São Francisco;
4. Inês Gonçalves de Antona, que casou com Antão Gonçalves de Ávila;

Do segundo matrimónio com Inês Rodrigues Fagundes teve:
1. Diogo Lourenço Fagundes, que casou com Catarina Gonçalves;
2. João Lourenço Fagundes;
3. Germão Lourenço Fagundes, que casou com Apolónia Gaspar de Azevedo;
4. Beatriz Rodrigues Fagundes, que casou com João Álvares de Carvalho;
5. Catarina Lourenço Fagundes, que casou com João Lourenço;
6. Mécia Lourenço Fagundes, que, sendo viúva, obteve carta régia dada em Almeirim a 10.6.1546, para poder cobrar as suas rendas na ilha de S. Jorge”. casou com João Alvares Neto;
7. Cecília Álvares Fagundes, que casou com Tomé Gil Fagundes;
8. Inês Gonçalves Fagundes, que casou com Afonso Alves;
9. Joana Lourenço Fagundes, que casou com Brás Afonso;